# Sherwood Clark Spring
Pour les articles homonymes, voir Spring.
Sherwood Clark Spring dit Woody Spring est un astronaute américain né le    3 septembre 1944.

## Biographie
Il est le père du gymnaste Justin Spring.

## Vols réalisés
Il réalise un unique vol le 27 novembre 1985 lors du vol Atlantis (STS-61-B), en tant que spécialiste de mission. Il réalise deux sorties orbitales d'un total de plus de 12 heures.